# Bofors

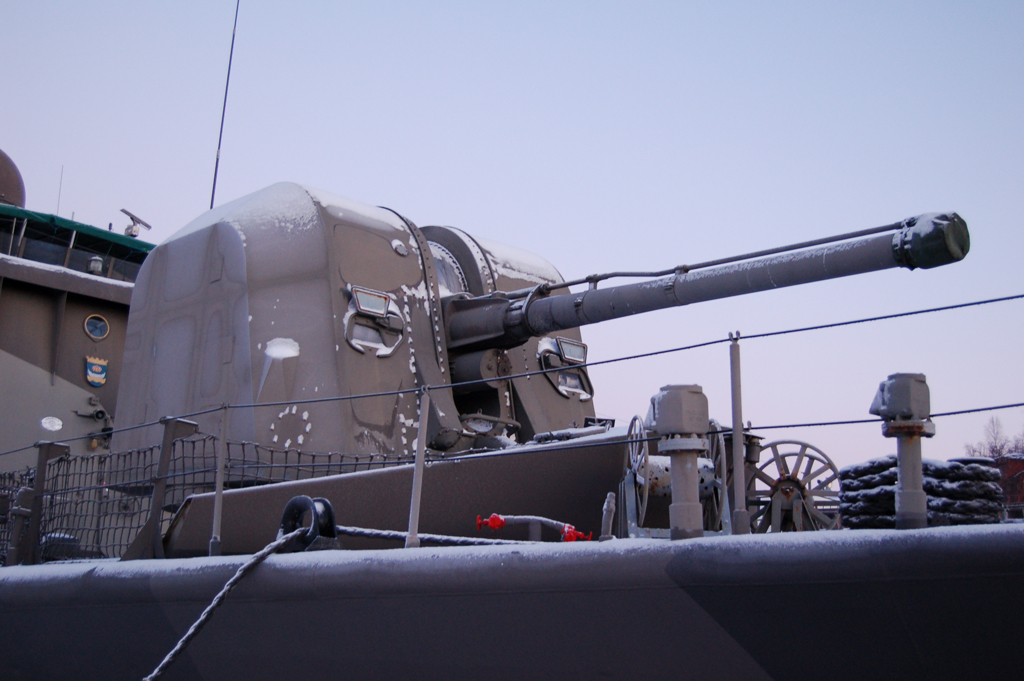
Bofors 120-mm-Marinegeschütz

Die Bofors AB war ein traditionsreicher schwedischer Rüstungshersteller. Im 21. Jahrhundert ist das Unternehmen in verschiedene Produktionssparten aufgeteilt und im Besitz unterschiedlicher Muttergesellschaften. Der Name wird aber weiterhin als Verkürzung der offiziellen Unternehmensbezeichnungen benutzt. Bekannt wurde die Firma insbesondere mit Geschützen und Schnellfeuerkanonen.

## Geschichte
Der Name Bofors steht in Schweden seit über 350 Jahren für Stahlindustrie. Die Firma geht auf die 1649 gegründete Hammermühle „Boofors“ in Karlskoga zurück. Der direkte Vorläufer der heutigen Gesellschaften wurde 1873 gegründet. Ihr bekanntester Besitzer war wahrscheinlich Alfred Nobel, der das Unternehmen von 1894 erwarb, ausbaute und bis zu seinem Tod 1896 besaß. Nobel forcierte die Sprengstoffherstellung und hatte auch eine Schlüsselrolle in der Entwicklung des Betriebes von der Eisenverarbeitung zum Geschützhersteller inne.
Im Jahre 1999 erwarb Saab mit der damaligen Muttergesellschaft Celsius AB auch Bofors. 2000 wurde der Unternehmensteil für schwere Waffen (Kanonen und Munition) an die US-amerikanische United Defense Industries (UDI) verkauft. Die Flugkörpersparte von Bofors verblieb bei Saab.

Damit besteht Bofors heute aus zwei Teilen:
- BAE Systems Bofors (seit 2005 mehrheitlich bei BAE Systems)
- Saab Dynamics

Der Ruf der Firma hat durch mehrere Affären um illegale Waffenlieferungen und Korruption gelitten (Bofors-Skandal).

## Produkte

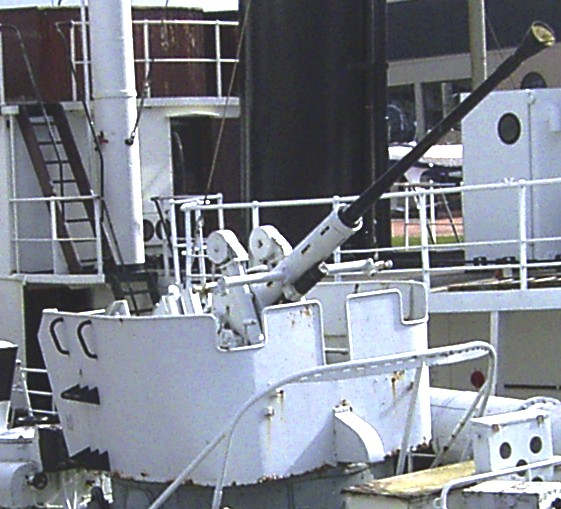
40-mm-Bofors-FlaK eines deutschen Schnellbootes der Jaguar-Klasse

Bofors ist bekannt für Schnellfeuerkanonen kleiner und mittlerer Kaliber. Vor allem als Flakgeschütze sind sie weltbekannt. Unter anderem war Bofors auch an der Entwicklung der berühmten deutschen 8,8 cm Flak beteiligt. Aber auch mittlere Schiffsgeschütze und Spezialmunition gehören zu den Produkten des Unternehmens.
Die bei Saab verbliebene Geschäftssparte produziert Lenkflugkörper und Torpedos.
Einige Beispiele für Rohrwaffen:
- 40-mm-FlaK
Die wohl bekannteste Waffe von Bofors. In den 1920er Jahren entwickelte  Flugabwehrkanone, die in großen Stückzahlen während des Zweiten Weltkrieges von fast allen Kriegsparteien verwendet wurde. Die Waffe wurde immer weiterentwickelt und ist bis heute weltweit im Einsatz.
- 37-mm-PaK
Kam in mehreren Nationen im Zweiten Weltkrieg zum Einsatz, auch als Bewaffnung für leichte Panzer wie den polnischen 7TP und den US-amerikanischen M3A3 Stuart
- 57-mm-Kanone (zum Beispiel als Bordkanone in der Saab 18)
- 57 × 438 mm Marinegeschütz Mk2/3 (zum Beispiel auf den Korvetten der Visby-Klasse)
- Bofors 120-mm-Marinegeschütz (zum Beispiel auf der polnischen Gryf)

Beispiele für Flugkörper:
- AT4, schultergestützte Panzerabwehrrakete
- FFV Carl Gustaf, schultergestützte Panzerabwehrrakete
- BANTAM, Panzerabwehrlenkwaffe
- BILL, Panzerabwehrlenkwaffe
- RBS70, schultergestützte Flugabwehrrakete
- RBS15, Seezielflugkörper
- Bofors 375-mm-U-Boot-Abwehrrakete